# Commersonia grandiflora
Commersonia grandiflora är en malvaväxtart som först beskrevs av Stephan Ladislaus Endlicher, och fick sitt nu gällande namn av C.F.Wilkins och Whitlock. Commersonia grandiflora ingår i släktet Commersonia och familjen malvaväxter. Inga underarter finns listade i Catalogue of Life.